# Kleinste rozenbladwesp
De kleinste rozenbladwesp (Blennocampa phyllocolpa) is een vliesvleugelig insect uit de familie van de bladwespen (Tenthredinidae). De wetenschappelijke naam werd gepubliceerd in 1985 door Viitasaari en Vikberg.